# Neal Skupski
Ne pas confondre avec Ken Skupski, son frère aîné, également joueur de tennis.
Neal Skupski, né le 1er décembre 1989 à Liverpool, est un joueur de tennis professionnel britannique.
Spécialiste du double, il a remporté dix-sept titres sur le circuit principal dont le tournoi de Wimbledon 2023, ainsi que deux titres en double mixte à Wimbledon, et atteint la première place du classement ATP.

## Carrière
Neal Skupski a étudié à l'université d'État de Louisiane entre 2008 et 2012. Il joue exclusivement en double depuis ses débuts sur le circuit professionnel en 2013.
Neal Skupski a étudié à l'université d'État de Louisiane entre 2008 et 2012. Il joue exclusivement en double depuis ses débuts sur le circuit professionnel en 2013.
Il a remporté 17 titres sur le circuit ATP dont trois avec son frère aîné Ken Skupski et a atteint 20 autres finales dont celle de l'US Open 2022.
Il remporte le double mixte du tournoi de Wimbledon 2021 et 2022 avec Desirae Krawczyk.
En 2022, associé à Wesley Koolhof, il remporte 7 titres dont les Masters 1000 de Madrid, du Canada et de Paris-Bercy et atteint en septembre de cette même année sa première finale en Grand Chelem à l'US Open. Ces résultats lui permettent de monter à la première place du classement ATP à la fin de la saison.
En 2023, il conserve avec son binôme son titre au tournoi de Bois-le-Duc puis remporte le titre à Wimbledon.
En 2024, il remporte le tournoi du Queen's avec Michael Venus. Ils gagnent dans la foulée le tournoi d'Eastbourne.

## Palmarès

### Titres en double messieurs
| 17 titres en double | 1 G. Chelem | 1 G. Chelem | 1 G. Chelem | 1 G. Chelem | 0 Masters  | 0 Masters  | 0 Masters   | 0 Masters   | 3 Masters 1000 | 3 Masters 1000 | 3 Masters 1000 | 3 Masters 1000 | 3 ATP 500          | 3 ATP 500          | 3 ATP 500          | 3 ATP 500          | 10 ATP 250         | 10 ATP 250         | 10 ATP 250     | 10 ATP 250     | 0 JO           | 0 JO           | 0 JO           | 0 JO           |
| 17 titres en double | 10 sur dur  | 10 sur dur  | 10 sur dur  | 10 sur dur  | 10 sur dur | 10 sur dur | 5 sur gazon | 5 sur gazon | 5 sur gazon    | 5 sur gazon    | 5 sur gazon    | 5 sur gazon    | 2 sur terre battue | 2 sur terre battue | 2 sur terre battue | 2 sur terre battue | 2 sur terre battue | 2 sur terre battue | 0 sur moquette | 0 sur moquette | 0 sur moquette | 0 sur moquette | 0 sur moquette | 0 sur moquette |

| No | Date       | Nom et lieu du tournoi                          | Catégorie    | Dotation     | Surface      | Partenaire     | Finalistes                                | Score             |          |
| -- | ---------- | ----------------------------------------------- | ------------ | ------------ | ------------ | -------------- | ----------------------------------------- | ----------------- | -------- |
| 1  | 05-02-2018 | Open Sud de France Montpellier                  | ATP 250      | 501 345 €    | Dur (int.)   | Ken Skupski    | Ben McLachlan Hugo Nys                    | 7-62, 6-4         | Parcours |
| 2  | 22-10-2018 | Erste Bank Open Vienne                          | ATP 500      | 2 198 250 €  | Dur (int.)   | Joe Salisbury  | Mike Bryan Édouard Roger-Vasselin         | 7-65, 6-3         | Parcours |
| 3  | 22-04-2019 | Hungarian Open Budapest                         | ATP 250      | 524 340 €    | Terre (ext.) | Ken Skupski    | Marcus Daniell Wesley Koolhof             | 6-3, 6-4          | Parcours |
| 4  | 08-11-2020 | Sofia Open Sofia                                | ATP 250      | 325 615 €    | Dur (int.)   | Jamie Murray   | Jürgen Melzer Édouard Roger-Vasselin      | Forfait           | Parcours |
| 5  | 15-03-2021 | Abierto Mexicano Telcel por HSBC Acapulco       | ATP 500      | 1 204 960 $  | Dur (ext.)   | Ken Skupski    | Marcel Granollers Horacio Zeballos        | 7-63, 6-4         | Parcours |
| 6  | 27-09-2021 | San Diego Open San Diego                        | ATP 250      | 600 000 $    | Dur (ext.)   | Joe Salisbury  | John Peers Filip Polášek                  | 7-62, 3-6, [10-5] | Parcours |
| 7  | 04-01-2022 | Melbourne Summer Set Melbourne                  | ATP 250      | 521 000 $    | Dur (ext.)   | Wesley Koolhof | Aleksandr Nedovyesov Aisam-Ul-Haq Qureshi | 6-4, 6-4          | Parcours |
| 8  | 10-01-2022 | Adelaide International 2 Adélaïde               | ATP 250      | 430 530 $    | Dur (ext.)   | Wesley Koolhof | Ariel Behar Gonzalo Escobar               | 7-65, 6-4         | Parcours |
| 9  | 14-02-2022 | Qatar Exxonmobil Open Doha                      | ATP 250      | 1 071 030 $  | Dur (ext.)   | Wesley Koolhof | Rohan Bopanna Denis Shapovalov            | 7-64, 6-1         | Parcours |
| 10 | 01-05-2022 | Mutua Madrid Open Madrid                        | Masters 1000 | 6 744 165 €  | Terre (ext.) | Wesley Koolhof | Juan Sebastián Cabal Robert Farah         | 64-7, 6-4, [10-5] | Parcours |
| 11 | 06-06-2022 | Libéma Open Bois-le-Duc                         | ATP 250      | 648 130 €    | Gazon (ext.) | Wesley Koolhof | Matthew Ebden Max Purcell                 | 4-6, 7-5, [10-6]  | Parcours |
| 12 | 08-08-2022 | National Bank Open Presented by Rogers Montréal | Masters 1000 | 5 926 545 $  | Dur (ext.)   | Wesley Koolhof | Daniel Evans John Peers                   | 6-2, 4-6, [10-6]  | Parcours |
| 13 | 31-10-2022 | Rolex Paris Masters Paris                       | Masters 1000 | 5 415 410 €  | Dur (int.)   | Wesley Koolhof | Ivan Dodig Austin Krajicek                | 7-65, 6-4         | Parcours |
| 14 | 12-06-2023 | Libéma Open Bois-le-Duc                         | ATP 250      | 673 630 €    | Gazon (ext.) | Wesley Koolhof | Gonzalo Escobar Aleksandr Nedovyesov      | 7-61, 6-2         | Parcours |
| 15 | 03-07-2023 | The Championships Wimbledon                     | G. Chelem    | 20 747 000 £ | Gazon (ext.) | Wesley Koolhof | Marcel Granollers Horacio Zeballos        | 6-4, 6-4          | Parcours |
| 16 | 17-06-2024 | Cinch Championships Londres                     | ATP 500      | 2 255 655 €  | Gazon (ext.) | Michael Venus  | Karen Khachanov Taylor Fritz              | 4-6, 7-65, [10-8] | Parcours |
| 17 | 24-06-2024 | Rothesay International Eastbourne               | ATP 250      | 740 160 €    | Gazon (ext.) | Michael Venus  | Matthew Ebden John Peers                  | 4-6, 7-62, [11-9] | Parcours |

### Finales en double messieurs
| No | Date       | Nom et lieu du tournoi                                       | Catégorie    | Dotation     | Surface      | Vainqueurs                             | Partenaire        | Score              |          |
| -- | ---------- | ------------------------------------------------------------ | ------------ | ------------ | ------------ | -------------------------------------- | ----------------- | ------------------ | -------- |
| 1  | 14-10-2013 | Kremlin Cup Moscou                                           | ATP 250      | 746 750 $    | Dur (int.)   | Mikhail Elgin Denis Istomin            | Ken Skupski       | 6-2, 1-6, [14-12]  | Parcours |
| 2  | 25-06-2018 | Nature Valley International Eastbourne                       | ATP 250      | 661 085 €    | Gazon (ext.) | Luke Bambridge Jonny O'Mara            | Ken Skupski       | 7-5, 6-4           | Parcours |
| 3  | 17-09-2018 | Moselle Open Metz                                            | ATP 250      | 501 345 €    | Dur (int.)   | Nicolas Mahut Édouard Roger-Vasselin   | Ken Skupski       | 6-1, 7-5           | Parcours |
| 4  | 18-02-2019 | Delray Beach Open by VITACOST.com Delray Beach               | ATP 250      | 582 550 $    | Dur (ext.)   | Bob Bryan Mike Bryan                   | Ken Skupski       | 7-65, 6-4          | Parcours |
| 5  | 08-04-2019 | Fayez Sarofim & Co. US Men's Clay Court Championship Houston | ATP 250      | 583 585 $    | Terre (ext.) | Santiago González Aisam-Ul-Haq Qureshi | Ken Skupski       | 6-3, 4-6, [10-6]   | Parcours |
| 6  | 19-05-2019 | Open Parc Auvergne-Rhône-Alpes Lyon                          | ATP 250      | 524 340 €    | Terre (ext.) | Ivan Dodig Édouard Roger-Vasselin      | Ken Skupski       | 6-4, 6-3           | Parcours |
| 7  | 22-08-2020 | Western & Southern Open New-York                             | Masters 1000 | 4 222 190 $  | Dur (ext.)   | Pablo Carreño Busta Alex de Minaur     | Jamie Murray      | 6-2, 7-5           | Parcours |
| 8  | 26-10-2020 | Erste Bank Open Vienne                                       | ATP 500      | 1 409 510 €  | Dur (int.)   | Łukasz Kubot Marcelo Melo              | Jamie Murray      | 7-65, 7-5          | Parcours |
| 9  | 24-03-2021 | Miami Open presented by Itaú Miami                           | Masters 1000 | 3 343 785 $  | Dur (ext.)   | Nikola Mektić Mate Pavić               | Daniel Evans      | 6-4, 6-4           | Parcours |
| 10 | 11-04-2021 | Rolex Monte-Carlo Masters Monte-Carlo                        | Masters 1000 | 2 460 585 €  | Terre (ext.) | Nikola Mektić Mate Pavić               | Daniel Evans      | 6-3, 4-6, [10-7]   | Parcours |
| 11 | 02-08-2021 | Citi Open Washington                                         | ATP 500      | 1 895 290 $  | Dur (ext.)   | Raven Klaasen Ben McLachlan            | Michael Venus     | 7-64, 6-4          | Parcours |
| 12 | 23-03-2022 | Miami Open presented by Itaú Miami                           | Masters 1000 | 8 584 055 $  | Dur (ext.)   | Hubert Hurkacz John Isner              | Wesley Koolhof    | 7-65, 6-4          | Parcours |
| 13 | 18-04-2022 | Barcelona Open Banc Sabadell Barcelone                       | ATP 500      | 2 661 825 €  | Terre (ext.) | Kevin Krawietz Andreas Mies            | Wesley Koolhof    | 63-7, 7-65, [10-6] | Parcours |
| 14 | 31-08-2022 | US Open Flushing Meadows                                     | G. Chelem    | 27 915 200 $ | Dur (ext.)   | Rajeev Ram Joe Salisbury               | Wesley Koolhof    | 7-64, 7-5          | Parcours |
| 15 | 08-03-2023 | BNP Paribas Open Indian Wells                                | Masters 1000 | 8 800 000 $  | Dur (ext.)   | Rohan Bopanna Matthew Ebden            | Wesley Koolhof    | 6-3, 2-6, [10-8]   | Parcours |
| 16 | 17-04-2023 | Barcelona Open Banc Sabadell Barcelone                       | ATP 500      | 2 722 480 €  | Terre (ext.) | Máximo González Andrés Molteni         | Wesley Koolhof    | 6-3, 68-7, [10-4]  | Parcours |
| 17 | 20-08-2023 | Winston-Salem Open Winston-Salem                             | ATP 250      | 760 930 $    | Dur (ext.)   | Nathaniel Lammons Jackson Withrow      | Lloyd Glasspool   | 6-3, 6-4           | Parcours |
| 18 | 28-09-2023 | China Open Pékin                                             | ATP 500      | 3 633 875 $  | Dur (ext.)   | Ivan Dodig Austin Krajicek             | Wesley Koolhof    | 612-7, 6-3, [10-5] | Parcours |
| 19 | 12-02-2024 | Delray Beach Open Delray Beach                               | ATP 250      | 661 585 $    | Dur (ext.)   | Julian Cash Robert Galloway            | Santiago González | 5-7, 7-5, [10-2]   | Parcours |
| 20 | 26-02-2024 | Abierto Mexicano Telcel por HSBC Acapulco                    | ATP 500      | 2 206 080 $  | Dur (ext.)   | Hugo Nys Jan Zieliński                 | Santiago González | 6-3, 6-2           | Parcours |
| 21 | 21-10-2024 | Erste Bank Open Vienne                                       | ATP 500      | 2 470 310 €  | Dur (int.)   | Alexander Erler Lucas Miedler          | Michael Venus     | 4-6, 6-3, [10-1]   | Parcours |
| 22 | 17-02-2025 | Qatar ExxonMobil Open Doha                                   | ATP 500      | 2 760 000 $  | Dur (ext.)   | Julian Cash Lloyd Glasspool            | Joe Salisbury     | 6-3, 6-2           | Parcours |
| 23 | 14-04-2025 | Barcelona Open Banc Sabadell Barcelone                       | ATP 500      | 2 889 200 €  | Terre (ext.) | Sander Arends Luke Johnson             | Joe Salisbury     | 6-3, 61-7, [10-6]  | Parcours |

### Titres en double mixte
| No | Date       | Nom et lieu du tournoi      | Catégorie | Dotation  | Surface      | Partenaire       | Finalistes                    | Score     |          |
| -- | ---------- | --------------------------- | --------- | --------- | ------------ | ---------------- | ----------------------------- | --------- | -------- |
| 1  | 02-07-2021 | The Championships Wimbledon | G. Chelem | 368 000 £ | Gazon (ext.) | Desirae Krawczyk | Harriet Dart Joe Salisbury    | 6-2, 7-61 | Parcours |
| 2  | 01-07-2022 | The Championships Wimbledon | G. Chelem | 432 000 £ | Gazon (ext.) | Desirae Krawczyk | Samantha Stosur Matthew Ebden | 6-4, 6-3  | Parcours |

### Finales en double mixte
| No | Date       | Nom et lieu du tournoi    | Catégorie | Dotation    | Surface      | Vainqueurs                             | Partenaire       | Score             |          |
| -- | ---------- | ------------------------- | --------- | ----------- | ------------ | -------------------------------------- | ---------------- | ----------------- | -------- |
| 1  | 19-01-2024 | Australian Open Melbourne | G. Chelem | 681 600 AU$ | Dur (ext.)   | Hsieh Su-wei Jan Zieliński             | Desirae Krawczyk | 65-7, 6-4, [11-9] | Parcours |
| 2  | 29-05-2024 | Roland-Garros Paris       | G. Chelem | 475 000 €   | Terre (ext.) | Laura Siegemund Édouard Roger-Vasselin | Desirae Krawczyk | 6-4, 7-5          | Parcours |

## Parcours dans les tournois duGrand Chelem

### En double messieurs
| Année | Open d'Australie                                                                       | Open d'Australie                                                                        | Internationaux de France                                                               | Internationaux de France                                                             | Wimbledon                                                                             | Wimbledon | US Open | US Open |
| ----- | -------------------------------------------------------------------------------------- | --------------------------------------------------------------------------------------- | -------------------------------------------------------------------------------------- | ------------------------------------------------------------------------------------ | ------------------------------------------------------------------------------------- | --------- | ------- | ------- |
| 2014  | —                                                                                      | —                                                                                       | 1er tour (1/32) B. Klahn \|\| style="text-align:left;" \| T. Gabashvili M. Kukushkin   | 1er tour (1/32) Ken Skupski \|\| style="text-align:left;" \| D. Brown J.-L. Struff   | —                                                                                     | —         |         |         |
| 2015  | —                                                                                      | —                                                                                       | —                                                                                      | —                                                                                    | 1er tour (1/32) Ken Skupski \|\| style="text-align:left;" \| M. Matkowski N. Zimonjić | —         | —       |         |
| 2016  | —                                                                                      | —                                                                                       | —                                                                                      | —                                                                                    | 2e tour (1/16) Ken Skupski \|\| style="text-align:left;" \| O. Marach F. Martin       | —         | —       |         |
| 2017  | 1er tour (1/32) Ken Skupski \|\| style="text-align:left;" \| J. S. Cabal R. Farah      | —                                                                                       | —                                                                                      | 1/4 de finale Ken Skupski \|\| style="text-align:left;" \| Łukasz Kubot M. Melo      | 1er tour (1/32) G. Durán \|\| style="text-align:left;" \| Łukasz Kubot M. Melo        |           |         |         |
| 2018  | 1er tour (1/32) A. Shamasdin \|\| style="text-align:left;" \| M. Daniell D. Inglot     | 2e tour (1/16) Ken Skupski \|\| style="text-align:left;" \| D. Bracciali Andreas Seppi  | 1/8 de finale Ken Skupski \|\| style="text-align:left;" \| Jamie Murray Bruno Soares   | 1er tour (1/32) Ken Skupski \|\| style="text-align:left;" \| Radu Albot Malek Jaziri |                                                                                       |           |         |         |
| 2019  | 2e tour (1/16) Ken Skupski \|\| style="text-align:left;" \| Henri Kontinen John Peers  | 2e tour (1/16) Ken Skupski \|\| style="text-align:left;" \| Bob Bryan Mike Bryan        | 1er tour (1/32) Jamie Murray \|\| style="text-align:left;" \| Ivan Dodig Filip Polášek | 1/2 finale Jamie Murray \|\| style="text-align:left;" \| J. S. Cabal Robert Farah    |                                                                                       |           |         |         |
| 2020  | 2e tour (1/16) Jamie Murray \|\| style="text-align:left;" \| Steve Johnson Sam Querrey | 1/4 de finale Jamie Murray \|\| style="text-align:left;" \| Kevin Krawietz Andreas Mies | Annulé                                                                                 | Annulé                                                                               | 1/4 de finale Jamie Murray \|\| style="text-align:left;" \| Mate Pavić Bruno Soares   |           |         |         |
| 2021  | 2e tour (1/16) Ken Skupski \|\| style="text-align:left;" \| J. Millman T. Monteiro     | 1er tour (1/32) Ken Skupski \|\| style="text-align:left;" \| J. S. Cabal R. Farah       | 2e tour (1/16) Ken Skupski \|\| style="text-align:left;" \| M. Granollers H. Zeballos  | 2e tour (1/16) Jack Sock \|\| Forfait                                                |                                                                                       |           |         |         |
| 2022  | 1/4 de finale W. Koolhof \|\| style="text-align:left;" \| M. Ebden Max Purcell         | 1/4 de finale W. Koolhof \|\| style="text-align:left;" \| M. Granollers H. Zeballos     | 1/8 de finale W. Koolhof \|\| style="text-align:left;" \| Matthew Ebden Max Purcell    | Finale W. Koolhof                                                                    | R. Ram J. Salisbury                                                                   |           |         |         |
| 2023  | 1/4 de finale W. Koolhof \|\| style="text-align:left;" \| R. Hijikata J. Kubler        | 1/4 de finale W. Koolhof \|\| style="text-align:left;" \| M. Granollers H. Zeballos     | Victoire W. Koolhof                                                                    | M. Granollers H. Zeballos                                                            | 1/8 de finale W. Koolhof \|\| style="text-align:left;" \| N. Lammons J. Withrow       |           |         |         |
| 2024  | 1/8 de finale S. González \|\| style="text-align:left;" \| A. Behar A. Pavlásek        | 1er tour (1/32) A. Mies \|\| style="text-align:left;" \| T. Macháč Zhang Z.             | 1/2 finale M. Venus \|\| style="text-align:left;" \| H. Heliövaara H. Patten           | 1/4 de finale M. Venus \|\| style="text-align:left;" \| M. Arévalo Mate Pavić        |                                                                                       |           |         |         |
| 2025  |                                                                                        |                                                                                         |                                                                                        |                                                                                      | 1/4 de finale J. Salisbury \|\| style="text-align:left;" \| M. Granollers H. Zeballos |           |         |         |

N.B. : le nom du partenaire se trouve sous le résultat ; les noms des ultimes adversaires se trouvent à droite.

### En double mixte
| Année | Open d'Australie                                                                      | Open d'Australie                                                                  | Internationaux de France                                                         | Internationaux de France                                                         | Wimbledon                                                                          | Wimbledon                                                                                 | US Open | US Open |
| ----- | ------------------------------------------------------------------------------------- | --------------------------------------------------------------------------------- | -------------------------------------------------------------------------------- | -------------------------------------------------------------------------------- | ---------------------------------------------------------------------------------- | ----------------------------------------------------------------------------------------- | ------- | ------- |
| 2014  | —                                                                                     | —                                                                                 | —                                                                                | —                                                                                | 1/4 de finale N. Broady                                                            | Vera Dushevina A.-U.-H. Qureshi                                                           | —       | —       |
| 2015  | —                                                                                     | —                                                                                 | —                                                                                | —                                                                                | 1er tour (1/32) Lisa Raymond                                                       | Ajla Tomljanović Ivan Dodig                                                               | —       | —       |
| 2016  | —                                                                                     | —                                                                                 | —                                                                                | —                                                                                | 3e tour (1/8) A. Smith                                                             | Y. Shvedova A.-U.-H. Qureshi                                                              | —       | —       |
| 2017  | —                                                                                     | —                                                                                 | —                                                                                | —                                                                                | 2e tour (1/16) A. Smith                                                            | M. Hingis J. Murray                                                                       | —       | —       |
| 2018  | —                                                                                     | —                                                                                 | —                                                                                | —                                                                                | 2e tour (1/16) N. Broady \|\| style="text-align:left;" \| J. Larsson M. Middelkoop | —                                                                                         | —       |         |
| 2019  | 1/2 finale M. J. Martínez \|\| style="text-align:left;" \| B. Krejčíková R. Ram       | —                                                                                 | —                                                                                | 2e tour (1/16) Chan H.-c. \|\| style="text-align:left;" \| Yang Z. M. Middelkoop | 1er tour (1/16) M. J. Martínez \|\| style="text-align:left;" \| L. Chan I. Dodig   |                                                                                           |         |         |
| 2020  | 2e tour (1/8) Hsieh S.-w. \|\| style="text-align:left;" \| Zheng S. J. Vliegen        | Annulé                                                                            | Annulé                                                                           | Annulé                                                                           | Annulé                                                                             | Annulé                                                                                    | Annulé  |         |
| 2021  | 1/4 de finale A. Klepač \|\| style="text-align:left;" \| D. Krawczyk J. Salisbury     | 1/4 de finale A. Guarachi \|\| style="text-align:left;" \| D. Schuurs W. Koolhof  | Victoire D. Krawczyk                                                             | H. Dart J. Salisbury                                                             | 1/4 de finale A. Guarachi \|\| style="text-align:left;" \| J. Pegula A. Krajicek   |                                                                                           |         |         |
| 2022  | 1er tour (1/16) S. Sanders \|\| style="text-align:left;" \| E. Shibahara B. McLachlan | 1/4 de finale D. Krawczyk \|\| style="text-align:left;" \| U. Eikeri J. Vliegen   | Victoire D. Krawczyk                                                             | S. Stosur M. Ebden                                                               | 2e tour (1/8) D. Krawczyk \|\| style="text-align:left;" \| C. McNally W. Blumberg  |                                                                                           |         |         |
| 2023  | 1/2 finale D. Krawczyk \|\| style="text-align:left;" \| S. Mirza R. Bopanna           | 2e tour (1/8) G. Olmos \|\| style="text-align:left;" \| A. Sutjiadi M. Middelkoop | 1er tour (1/16) D. Krawczyk \|\| style="text-align:left;" \| Xu Yifan J. Vliegen | —                                                                                | —                                                                                  |                                                                                           |         |         |
| 2024  | Finale D. Krawczyk                                                                    | Hsieh S.-w. J. Zieliński                                                          | Finale D. Krawczyk                                                               | L. Siegemund É. Roger-Vasselin                                                   | 1/4 de finale D. Krawczyk \|\| style="text-align:left;" \| E. Routliffe M. Venus   | 1er tour (1/16) D. Krawczyk \|\| style="text-align:left;" \| A. Krueger T.-S. Kwiatkowski |         |         |
| 2025  | 1er tour (1/16) D. Krawczyk \|\| style="text-align:left;" \| T. Babos M. Arévalo      | 1/2 finale D. Krawczyk \|\| style="text-align:left;" \| T. Townsend E. King       | 1/4 de finale D. Krawczyk \|\| style="text-align:left;" \| Zhang S. M. Arévalo   | —                                                                                | —                                                                                  |                                                                                           |         |         |

N.B. : le nom de la partenaire se trouve sous le résultat ; les noms des ultimes adversaires se trouvent à droite.

## Participation auMasters

### En double
| Année | Ville | Surface    | Partenaire     | Résultats | Résultat final    |
| ----- | ----- | ---------- | -------------- | --------- | ----------------- |
| 2022  | Turin | Dur (int.) | Wesley Koolhof | 2v, 2d    | Demi-finale       |
| 2023  | Turin | Dur (int.) | Wesley Koolhof | 1v, 2d    | Éliminé en poules |

## Classements ATP en fin de saison
| Année          | 2008 | 2009 | 2010 | 2011 | 2012 | 2013 | 2014 | 2015 | 2016 | 2017 | 2018 | 2019 | 2020 | 2021 | 2022 | 2023 |
| Rang en simple | –    | –    | 943  | 1280 | –    | 1394 | –    | –    | –    | –    | –    | –    | –    | –    | –    | –    |
| Rang en double | 1713 | –    | 1104 | 767  | –    | 87   | 90   | 103  | 81   | 67   | 33   | 31   | 27   | 20   | 1    | 9    |

Source : (en) Classements de Neal Skupski sur le site officiel de la Fédération internationale de tennis